# 사이공 조약

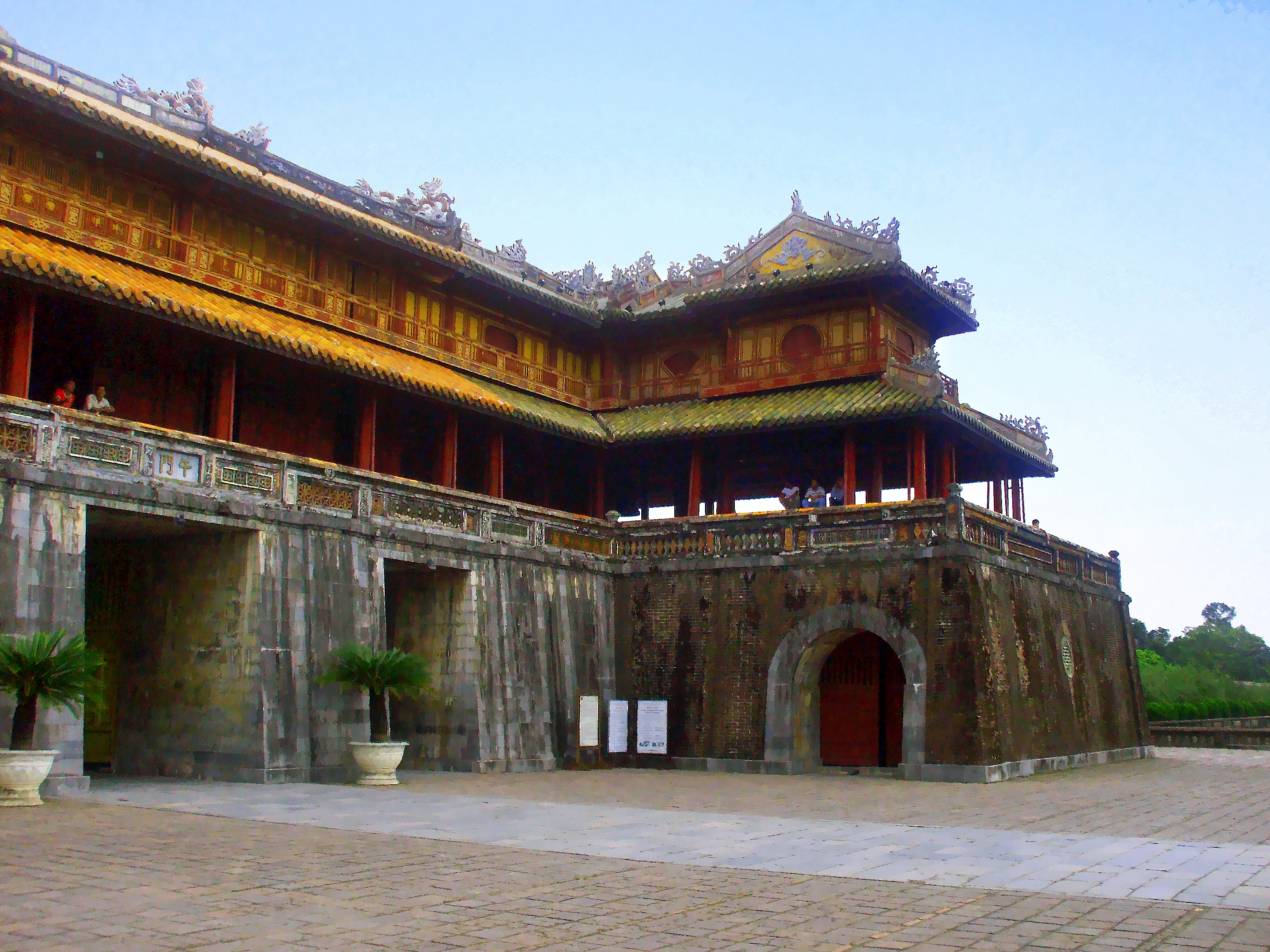
후에 황성의 오문, 이곳에서 1863년 4월 16일 조약이 맺어졌다.

사이공 조약은 1862년에 응우옌 왕조의 월남과 프랑스 간에 체결된 조약이다. 이 협약을 제1차 사이공 조약이라고 하며, 베트남에서는 임술화약(壬戌和約)이라고 부른다. 12년후인 1874년 3월에 맺어진 조약을 제2차 사이공 조약이라고 하며, 베트남에서는 갑술화약(甲戌和約)이라고 부른다.

## 제1차 사이공 조약

### 배경
1858년 에스파냐 선교사 호세 마리아 디아스 산후르호(Jose María Díaz Sanjurjo)과 멜초르 가르시아 삼페드로(Melchor García Sampedro) 2명을 처형했다는 구실로 프랑스와 에스파냐는 다낭에 군대를 파견했다. 후에의 공략도 도모하려 했지만, 막 다른 골목에 다다른 코친차이나는 사이공을 본격적으로 공격했다. 1861년 프랑스가 제시한 강화 조건을 응우옌 왕조가 거절했기 때문에 비엔호아를 점령하는 등 군사 행동을 계속하여 군함을 후에로 향하게 했다. 따라서 판타인전(Phan Thanh Giản)과 럼주이히엡(Lâm Duy Hiệp)를 월남 사절단이 사이공에 파견되어 프랑스대표 루이 아돌프 보나르(Louis Adolphe Bonard)과 에스파냐대표 카를로스 팔란카(Carlos Palanca)을 1862년 6월 5일 〈사이공 조약〉이 성립되었다. 이 조약은 1863년 후에 조약에 서명함으로써 확정되었다.

### 내용
아래의 주요 내용을 포함한 12개의 항목으로 구성되어 있다.
- 메콩강삼각주 지역은 저딘, 비엔호아, 딘뜨엉(현재의 띠엔정 성)을 3개주과 꼰다오 제도할양한다, 프랑스의 동의없이 다른 나라도 양도 될수 없다.
- 기독교 포교의 자유를 보장한다.
- 다낭, 발랏, 꾸엉옌등 3개의 항구를 개항한다.
- 에스파냐-프랑스에 전쟁배상금을 지불한다.
- 메콩강을 개방한다.

## 제2차 사이공 조약

### 배경
제1차 사이공 조약 체결 12년후 3월 15일, 폴루이펠릭스 필라스트르(Paul-Louis-Félix Philastre)과 레뚜언, 섭정 응우옌반뜨엉이 협상한 제2차 사이공 조약이 서명되었으며, 이전 조약의 실행되었다. 월남은 1867년, 라 그랑디에르 제독이 함락시켰던, 세 성에 대한 프랑스의 주권을 승인하였다. 홍강이 하노이, 하이퐁항 그리고 꾸이년항과 함께 무역을 위해 개방되었다. 프랑스가 하노이를 반환했지만, 월남 황제는 중국에 도움을 받고자 했다. 결과적으로, 이러한 상황은 프랑스와 청나라 사이에 종주권 다툼으로 번지게 되었다. 1882년 3월, 코친차이나 최초의 총독인 레 미레 드 빌레르는 제2차 사이공 조약이 실행되지 않은 걸로 간주했으며, 이것은 1882년 4월 27일 하노이 점령으로 이어졌다.

### 내용
- 프랑스와 월남은 영구적으로 연맹하며, 베트남을 독립국으로 승인한다.
- 월남의 대외정책은 프랑스의 대외정책과 부합하여야 한다. 월남이 다른 나라와 교섭할 때 프랑스의 동의를 받도록 한다.
- 월남에서 천주교는 자유롭게 포교할 수 있다.
- 프랑스에서 제공 월남군 군함 5척, 대포 100문, 소총1000개 한다.
- 하노이, 하이퐁, 꾸이년등 3개의 항구를 개항하고, 영해에서 운남에 이르는 수로로 대외무역을 개방하여, 프랑스 영사는 치외법권을 향유한다.
- 조약체결 1년만에 후에에 공사를 파견한다.